# Viktor Zachariae
Johannes Heinrich Viktor August Zachariae (* 16. Juli 1837 in Göttingen; † 6. Oktober 1900 in Wildemann, Amt Zellerfeld) war ein deutscher Arzt. Von 1890 bis 1900 war er Bürgermeister von Wildemann.

## Leben
Viktor Zachariae, Sohn des Professors der Rechtswissenschaften in Göttingen und 1848/49 des Mitgliedes der Frankfurter Nationalversammlung Dr. jur. Heinrich Albert Zachariae, begann nach Abschluss seiner schulischen Ausbildung in Hannover das Studium der Medizin in Göttingen. Zusammen mit Eduard Kreuzhage, dessen Bruder Karl, Heinrich Adolph und vier weiteren Freunden gründete er 1860 in Göttingen den Studenten-Gesangverein der Georgia-Augusta. Er wurde 1865 zum Dr. med. promoviert und bestand die ärztliche Staatsprüfung in Hannover. Danach war er als praktischer Arzt in verschiedenen Orten überwiegend im südlichen Bereich des Königreiches Hannover und des Herzogtums Braunschweig tätig. Sein besonderes wissenschaftliches Interesse galt der medizinischen Wirkung und Anwendung von Heilbädern. Bereits seit Mitte der 1880er Jahre korrespondierte er über medizinische Grundlagen der Hydrotherapie und die Errichtung von Heilbädern mit führenden Fachleuten, so beispielsweise dem Mediziner und Anatomen Friedrich Merkel. 1890 wurde er zum Bürgermeister von Wildemann gewählt; 1895 erfolgte die Wiederwahl für 12 Jahre. Das Amt bekleidete er über zehn Jahre bis zu seinem plötzlichen Tode.
In Wildemann, der kleinsten der sieben Bergbaustädte im Oberharz, ging – wie in der gesamten Region – der Bergbau Ende des 20. Jahrhunderts allmählich zurück. Gleichzeitig gewann der Fremdenverkehr an Bedeutung. Auf dem Wege zum Kurort war für Wildemann von Vorteil, dass Viktor Zachariae ein Haus umbauen und darin Wannenbäder installieren ließ; er publizierte über die heilsame Wirkung von Salz- und Fichtennadelbädern. Ein entsprechendes Angebot veranlasste auswärtige Gäste, in Wildemann zu kuren. Das Stadtkollegium bezeichnete den verstorbenen Bürgermeister in einem Nachruf als einen „Mann von rechtschaffenem, biederem Charakter, unter dessen pflichttreuer Amtstätigkeit sich das Gemeinwesen hob und sich der Ort zu seiner erreichten Höhe als Kurort entwickeln konnte“. Für den absterbenden Bergarbeiterort Wildemann hat er als Bürgermeister einen entscheidenden Beitrag zum wirtschaftlichen Überleben geleistet, indem er mit seinen medizinischen Kenntnissen und Erfahrungen über Wasserkuren eine erfolgreiche wirtschaftliche Umstrukturierung einleitete und neue Betätigungsmöglichkeiten für die Bevölkerung erschloss. Die Göttinger Burschenschaft Hannovera ernannte Viktor Zachariae im Sommersemester 1900 (kurz vor seinem Tod) zu ihrem Ehrenmitglied.

## Veröffentlichungen
- Die erfolgreiche Behandlung der verbreitetsten Krankheiten des Blutes, der Nerven und der Verdauungsorgane, Neustrelitz 1898.
- Medicinische Bedeutung der Emma-Heilquelle (Lamscheider Stahlbrunnen), ihre Geschichte, Zusammensetzung und Indication, Kreidel, Wiesbaden 1899.